# 神戸総合医療専門学校
神戸総合医療専門学校（こうべそうごういりょうせんもんがっこう）は、兵庫県神戸市須磨区友が丘七丁目にある私立医療系専門学校。
設置者の医療法人社団慈恵会は、神戸市須磨区の山手地区と海岸地区に、リハビリテーション病院、老人ホーム、介護老人保健センター、透析クリニックなどを展開している。
1973年10月、診療放射線科からなる神戸放射線技術専門学校として設立されたことから、同学科の定員が80人と一番多い。次いで、リハビリテーション分野の教育が、理学療法、作業療法、言語療法と充実しているが、医療系の専門学校としては、通常開設されている看護学科や介護福祉学科が2010年に廃止されていることと、臨床検査学科がないことが特徴的である。

## 沿革
- 1973年10月 - 医療法人慈恵会が神戸放射線技術専門学校を創設する。
- 1974年4月 - 診療放射線科が開設される。
- 1974年7月 - 兵庫県知事の認可を受ける。
- 1975年4月 - 診療放射線科（II部）が開設される。
- 1975年11月 - 校名を「神戸医療技術専門学校」に改称する。
- 1976年4月 - 看護科（2年課程）が開設される。
- 1976年9月 - 専修学校医療専門課程の認可（兵庫県知事）を受ける。
- 1989年4月
  - - 臨床工学科が開設される。　
  - - 兵庫介護福祉専門学校が創設され、介護福祉科が開設される。
- 1992年4月 - 視能訓練士科および医療言語聴覚士科（3年課程）が開設される。
- 1994年4月 - 理学療法士科が開設される。
- 1995年4月
  - - 神戸医療技術専門学校と兵庫介護福祉専門学校が統合し、「神戸総合医療介護福祉専門学校」となる。
  - - 医療言語聴覚士科3年課程を2年課程に変更する。
- 1997年4月 - 臨床工学専攻科が開設される。
- 1999年4月 - 医療言語聴覚士科を言語聴覚士科に改称する。
- 2000年4月 - 作業療法士科が開設される。
- 2006年4月 - 校名を「神戸総合医療専門学校」に改称する。
- 2010年3月 - 看護科・介護福祉科が廃止される。
- 2010年4月 - 診療情報管理士科が開設される。
- 2014年4月 - 医療事務・秘書科が開設される。
- 2019年3月 - 医療事務・秘書科が廃止される。
- 2020年3月 - 診療情報管理士科が廃止される。
- 2022年4月 - 歯科衛生士科が開設される。

## 学科
- 診療放射線科
- 臨床工学科
- 視能訓練士科
- 理学療法士科
- 作業療法士科
- 言語聴覚士科
- 歯科衛生士科
- 臨床工学専攻科

## アクセス
- 神戸市営地下鉄名谷駅下車、南へ徒歩約15分。
- 神戸市バスの場合「名谷駅前」より78系統所要約5分、「友が丘中学校前」下車徒歩約3分。